# Léo Dandurand
Joseph Viateur Dandurand, mais conhecido como Léo Dandurand (Bourbonnais, Illinois, 9 de julho de 1889 - Montreal, 26 de junho de 1964), foi um desportista e empresário norte-americano. Ele foi proprietário e treinador do Canadiens de Montréal, uma equipe de hóquei no gelo da National Hockey League (NHL).